# Monsieur Lune (album)
Pour l’article homonyme, voir Monsieur Lune (chanteur).
Monsieur Lune est une bande dessinée française sortie dans la collection Soleil Kids en 2004 puis rééditée en 2007 avec quelques modifications de dialogues et une nouvelle couverture.

## Synopsis
Tous les soirs, Monsieur Lune peint le sol de la Lune en noir pour la dissimuler et éviter que des regards indiscrets ne puissent voir sa maison. Quand l’astre se trouve dans la pénombre, il prend son balai pour nettoyer les détritus et les restes de fusées qui jonchent le sol. Il ne supporte plus la pollution des humains... Pendant ce temps, dans la forêt, le Petit chaperon rouge cherche désespérément un vétérinaire pour Rufus, son loup. Celui-ci a une indigestion et ne peut plus bouger sans souffrir. Il se cache car il craint sa maitresse et ne souhaite plus vivre avec elle. Un petit rat jovial ramasse des glands pour l’hiver : il va devenir le compagnon d'Irial dans l'aventure qui commence...
Irial cherche son frère tandis que le professeur Stachmou l'attend pour lui donner son cours d'astronomie. Louis, le petit frère, se cache… C’est la confusion et pourtant le grand-père, hésitant, finit par raconter son voyage à sa petite-fille. Serait-ce un rêve ou une histoire extraordinaire ? Toujours est-il que la nuit tombe et que l'heure de rentrer à la maison a sonné.

## Les auteurs
- Scénario : Tarek
- Dessins et couleurs : Aurélien Morinière

## Récompenses
- Conseil de lecture CNDP-CRDP
- Conseil de lecture SNUIPP[3]
- Prix de la BD jeunesse, Chambéry 2004
- nommé au prix de la BD jeunesse, Saint Louis 2004
- nommé au prix Bull’Gomme 53 en 2004

## Publications
- Les Aventures d'Irial, Soleil, coll. « Soleil Kids » :

1. Monsieur Lune, 2003  (ISBN 2-84565-582-7).
2. Rufus le Loup, 2004  (ISBN 2-84565-735-8).

- Monsieur Lune, Emmanuel Proust, coll. « EP Jeunesse » 2007  (ISBN 9782848101538).
- Rufus le Loup, Emmanuel Proust, coll. « EP Jeunesse », 2007  (ISBN 9782848101545).

## Galerie

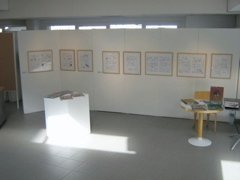
Exposition de Monsieur Lune et Rufus le Loup à la grande médiathèque de Lorient en 2008.
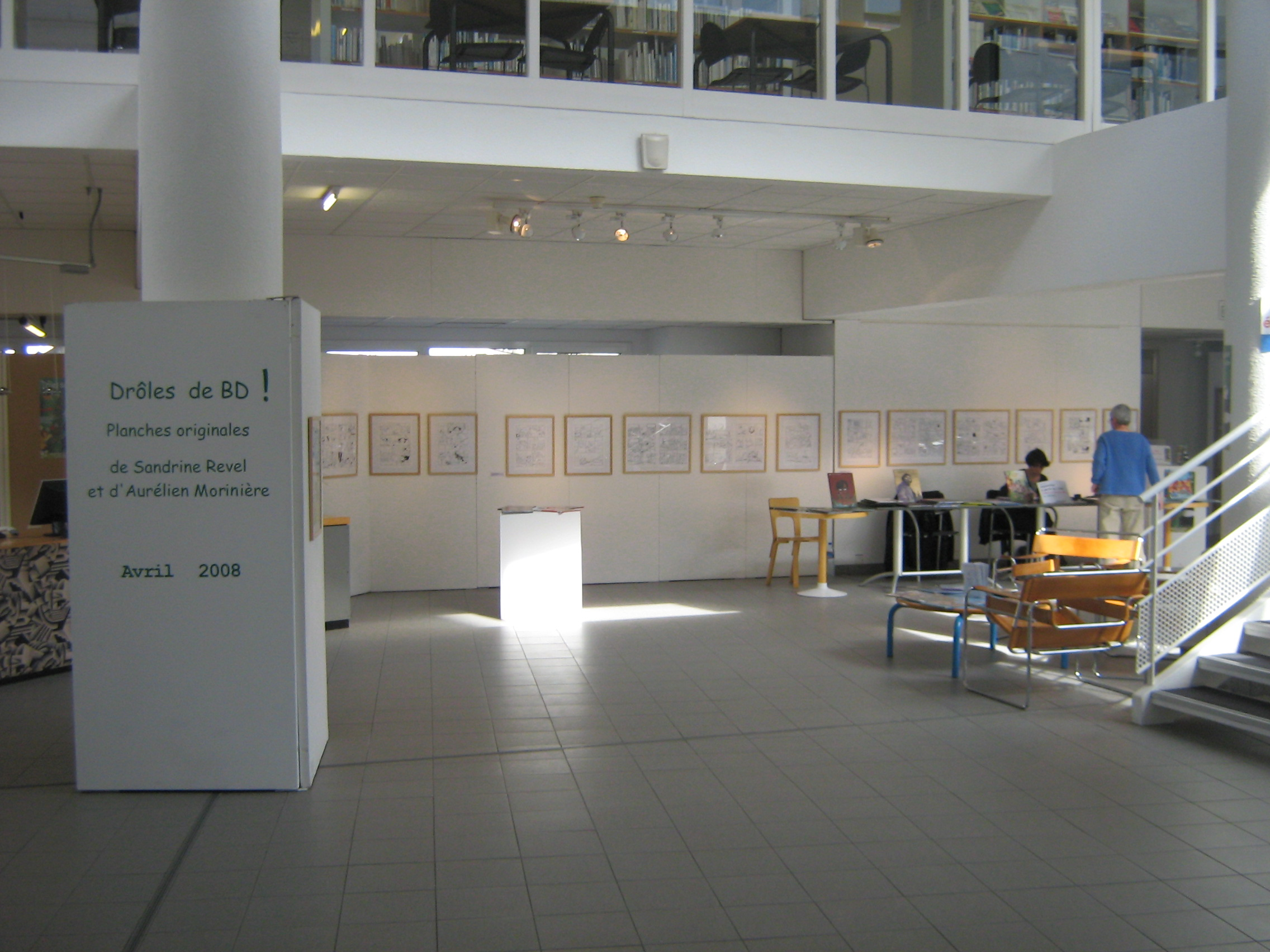
Exposition de Monsieur Lune et Rufus le Loup.
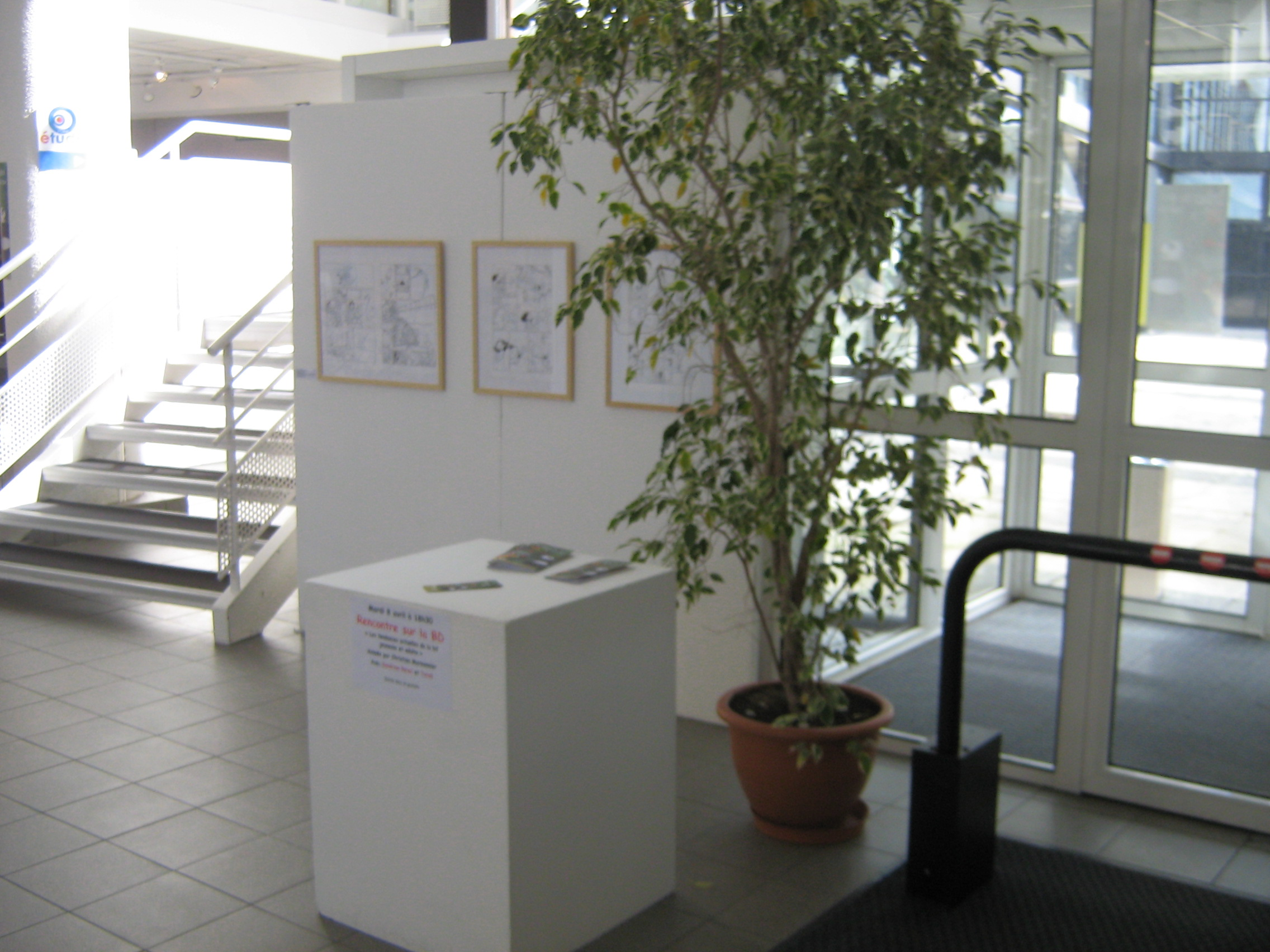
Exposition de Monsieur Lune et Rufus le Loup.
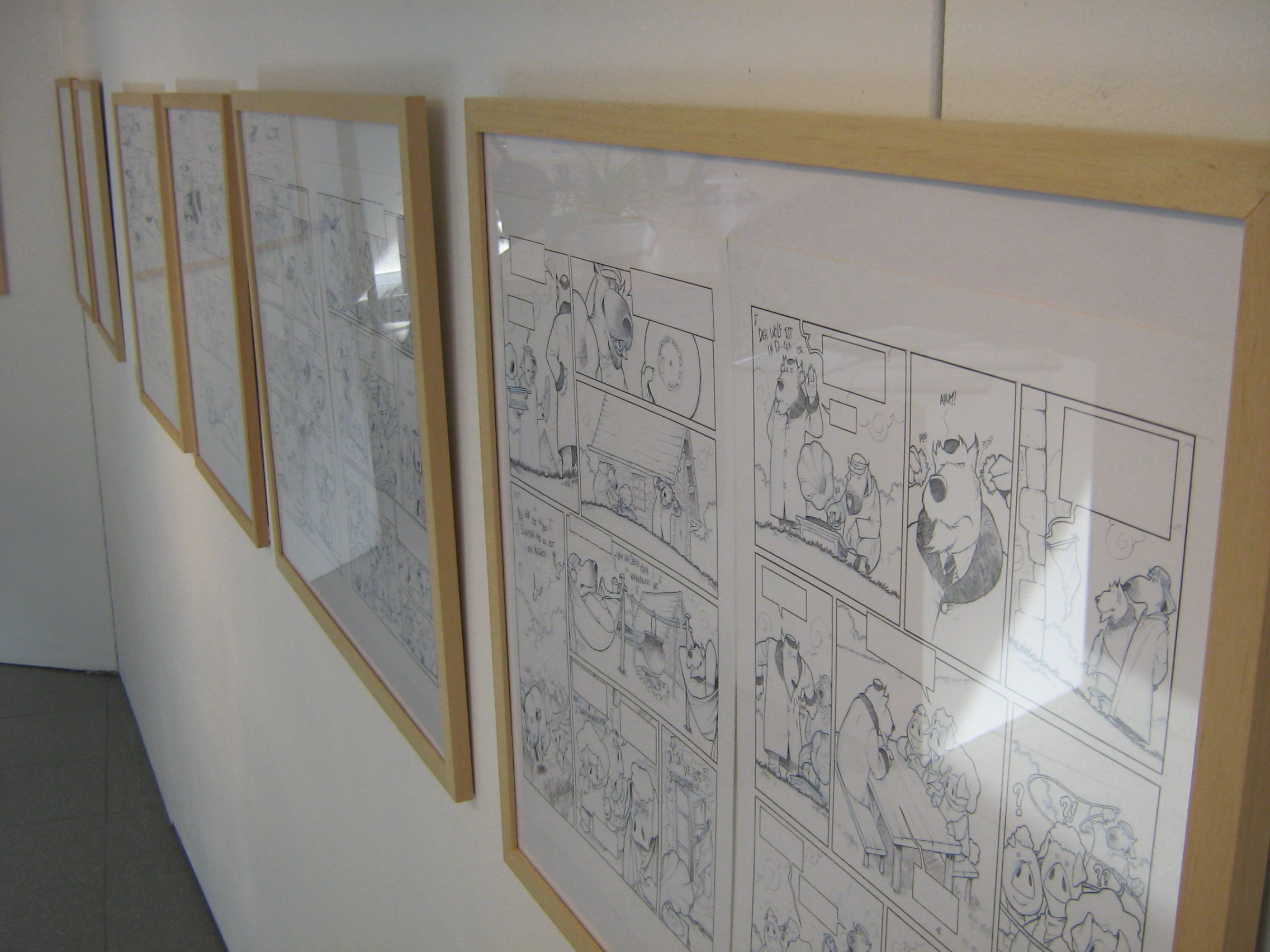
Exposition de Monsieur Lune et Rufus le Loup.